# Warwick Business School
Die Warwick Business School (kurz: WBS) ist die wirtschaftswissenschaftliche Fakultät der staatlichen Forschungsuniversität University of Warwick. Laut verschiedenen Hochschulrankings gilt die Warwick Business School als eine der renommiertesten und selektivsten Universitäten für Finanzen und Wirtschaftswissenschaften weltweit und hält seit dem Jahre 2000 (als erste britische Universität) die Triple Crown, eine Dreifachakkreditierung durch AACSB, EQUIS und AMBA. Sie wurde 1967 als School of Industrial and Business Studies (SIBS) gegründet und besitzt heute Campus in Coventry und London.

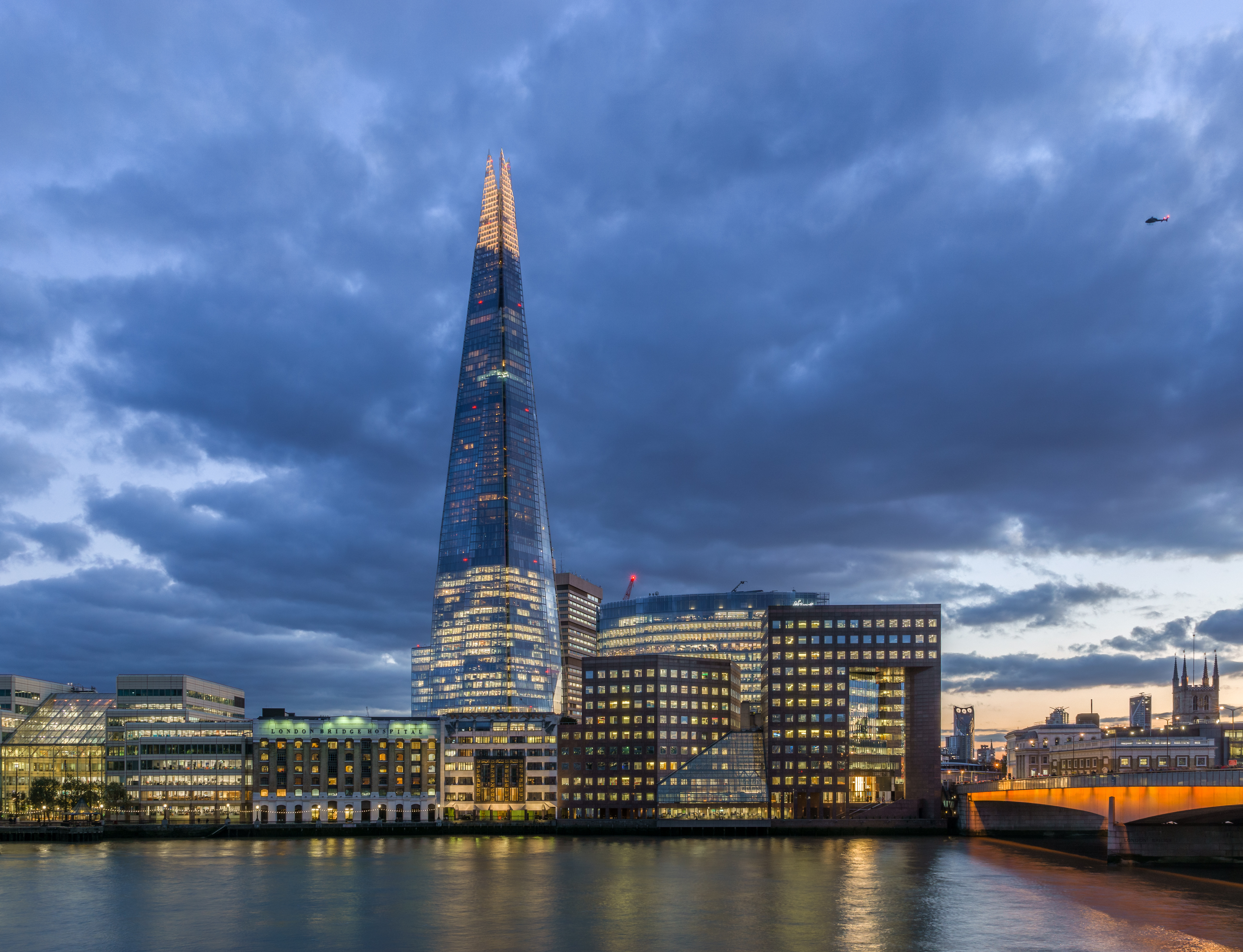
The Shard beherbergt den London Campus der WBS

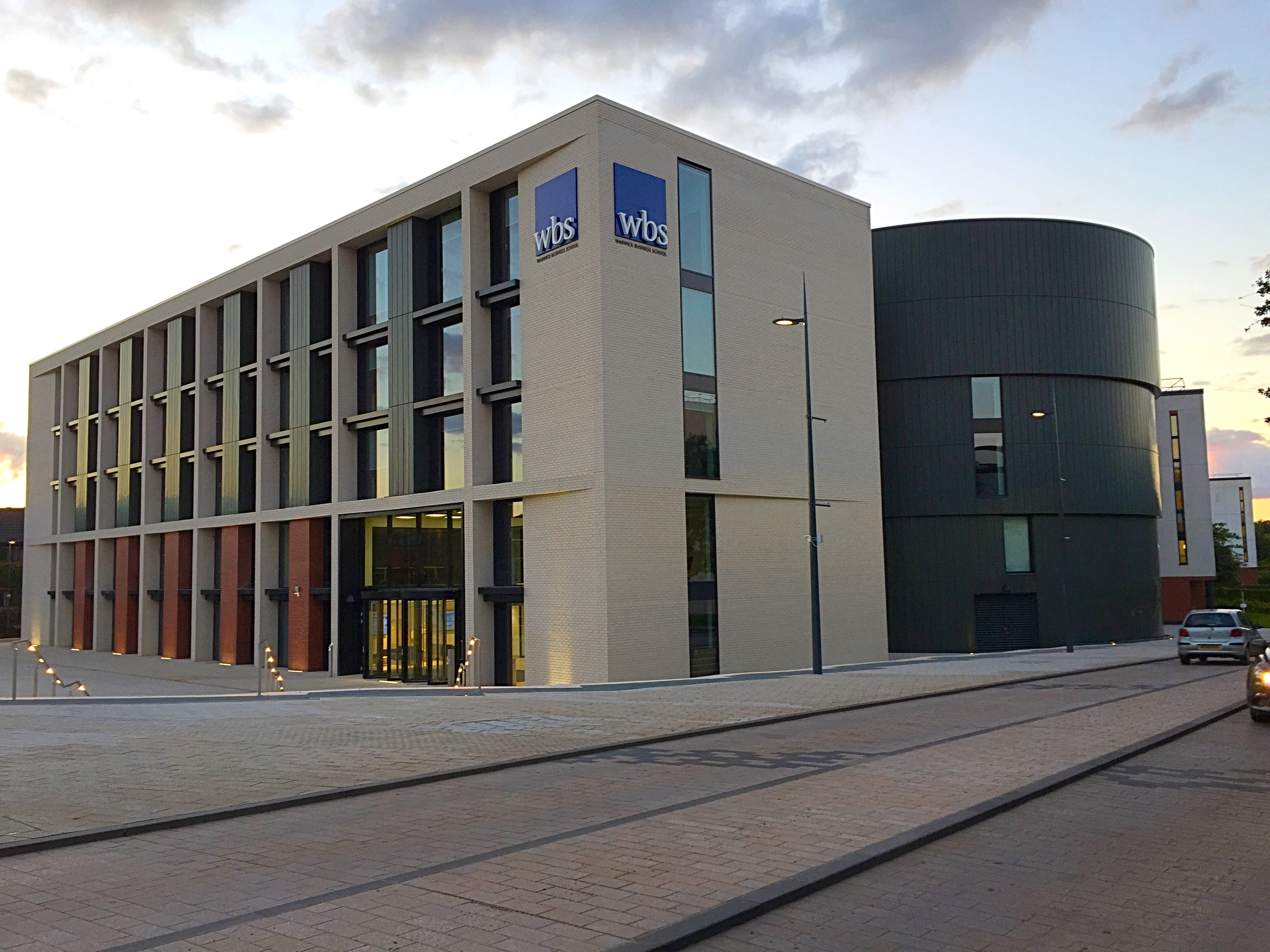
Der Coventry Campus der Warwick Business School

## Studiengänge
Die Warwick Business School bietet Bachelor-, Master- und PhD-Studiengänge in den Bereichen Wirtschaftswissenschaften und Finanzen, sowie angrenzenden Feldern an.
- Bachelor-Studiengänge (Auswahl): BSc (Hons) International Management (mit Schwerpunkten in Finance, Marketing & Strategy oder Digital Business), BSc (Hons) International Business und BSc (Hons) Accounting & Finance
- Master-Studiengänge (Auswahl): Master of Business Administration (Warwick MBA), MSc Finance, MSc Management, MSc Business Consulting, MSc Global Central Banking & Financial Regulation (in Zusammenarbeit mit der Bank of England)
- PhD-Programme in diversen wirtschafts- und finanzwissenschaftlichen Ausprägungen
- Executive MBA und Fortbildungen für Führungskräfte

## Rankings und Statistiken
Die Warwick Business School erreicht seit Anfang der 1990er Jahre Spitzenpositionen in internationalen Vergleichsrankings. Laut verschiedener Erhebungen ist sie zudem eine der weltweit führenden Ausbildungsstätten für Investment Banker und Unternehmensberater und stellt ca. 7 % der Berufseinsteiger im europäischen Investment Banking und ca. 10 % der Neuanfänger im Investment Banking bei führenden amerikanischen Großbanken in London.
| Studiengang                                     | The Economist (2021) | Financial Times (2021) | QS University Rankings (2021) |
| ----------------------------------------------- | -------------------- | ---------------------- | ----------------------------- |
| Master of Business Administration               | 17 (#1 UK)           | 32                     | 32 (#4 UK)                    |
| Master of Business Administration (Fernstudium) | -                    | 1                      | 3                             |
| MSc Finance                                     | -                    | 13 (#4 UK)             | 21 (#5 UK)                    |
| MSc Management                                  | 18 (#1 UK)           | 15 (#3 UK)             | 19 (#3 UK)                    |

Zudem ist die Warwick Business School laut dem Corporate Knights Ranking einer der nachhaltigsten Wirtschaftshochschulen der Welt.

## Bekannte Absolventen
- Bernardo Hees, CEO von Heinz und ehemaliger CEO von Burger King
- Oliver Hart, Nobelpreisträger der Wirtschaftswissenschaften
- Linda Jackson, CEO von Citroen
- Ralf Speth, CEO von Jaguar Land Rover
- Nigel Wilson, CEO von Legal & General
- Sean Clarke, CEO der Supermarktkette Asda (Walmart-Tochtergesellschaft)
- Erik Podzuweit, CEO von Scalable Capital
- Andy Haldane, Chefökonom bei der englischen Zentralbank
- Lord Gus O’Donnel, Leiter des Civil Service von Großbritannien
- Reza Moghadam, Direktorin der Europäischen Abteilung des Internationalen Währungsfonds